# Révolution rurale
La révolution rurale est un concept défini par l'historienne française Geneviève Gavignaud-Fontaine lors d’un séjour universitaire aux États-Unis (1980-1981, Davidson, Caroline du Nord), et dont le but est de saisir l’évolution des sociétés occidentales dans la longue durée.
Tandis que la « révolution agricole », bien connue des historiens, concerne les mutations techniques et structurelles de l'agriculture en vue de son adaptation au grand marché, la « révolution rurale » recouvre l'ensemble des transformations économiques, sociales, administratives et culturelles subies par les campagnes, leurs populations et leurs activités.
Un concept qui ne se laisse donc pas confondre avec celui de « révolution agricole »,  - comme l’avaient fait dans les années 1960 Joël Halphern et Gordon Wright dans leurs ouvrages respectifs -, mais l’englobe et le prolonge pour rendre compte des profondes mutations économiques, sociales et culturelles ayant affecté les campagnes contemporaines délestées de leurs paysans, ouvertes à de nouveaux usages. Mutations non exclusivement liées à l’agriculture.

## Le fondement: une analyse du cas américain
C’est aux États-Unis qu’a pu se faire une analyse pionnière sur le sujet : les populations rurales non agricoles ont massivement remplacé, dans les campagnes et dès les années 1940-1960, les populations rurales agricoles; la réflexion sur une ruralité avant-gardiste observée in situ, conduit à faire de la révolution rurale l’expression complète de l’évolution des campagnes contemporaines.
La définition, forgée dès 1983 à propos du cas américain, peut être étendue à l'ensemble des sociétés occidentales : « la révolution rurale consacre un changement radical, une rupture dans l'organisation des campagnes; elle donne aux populations non agricoles la maîtrise des campagnes dégagées de leur traditionnelle vocation nourricière; elle fait des territoires le principal terrain d'expansion de la société urbaine dominante. Elle marque, en conséquence, le temps de la consolidation des structures de la société moderne, au sein de campagnes aménagées à l'usage des populations urbanisées ». À ce titre, la révolution rurale représente une rupture dans l’histoire économique, sociale et culturelle des campagnes occidentales.

## L’adaptation de la problématique au «cas français»
Avec quelques décennies de retard, la France présente, depuis les années 1970, certains caractères comparables à la situation américaine : les populations des grandes villes étirent leur territoire résidentiel jusque dans les villages avoisinants, le mode de vie urbain se répand sur les territoires ruraux dotés d'une rente de situation. Mais, ailleurs, dans les pays de l'intérieur, la déprise humaine s'accélère, les friches galopent en conséquence. Alors que les observateurs du rural se rangent en deux camps antagonistes, celui du renouveau (« rurbanisation », « périurbanisation », voire de la « renaissance » - Bernard Kayser, 1988, étude influencée par celle de Geneviève Gavignaud-Fontaine[réf. nécessaire] sans toutefois la citer) et celui de l’« abandon » (ou de la désertification et du vide - Roger Béteille, 1981), Geneviève Gavignaud-Fontaine s'appuie sur le temps long - cher à Fernand Braudel - pour donner au concept de révolution rurale les moyens d'exprimer l'ensemble des mutations subies par les campagnes, leurs populations et leurs activités. Est concerné l’espace non-urbain, c'est-à-dire quelque 85 % du territoire français.
La disparition de l’économie et de la société rurales du passé fait ressortir aujourd’hui l’enjeu que représentent les campagnes pour les années à venir[réf. nécessaire]. Activités et populations se redistribuent, abandonnant là des terres à la friche, accentuant ici l’urbanisation pavillonnaire ou l’industrialisation de l’agriculture : partout se dissocient lieux de travail et lieux de résidence, se désagrègent les liens traditionnels qui unissaient les populations à la terre qui les portait. La rupture est totale entre l’héritage économique, social et culturel transmis de génération en génération, depuis plus de mille ans, et la dynamique des populations actuelles[réf. nécessaire].

## De la sédentarisation néolithique à la mobilité accélérée
Replacée dans la succession des sociétés, la « révolution rurale » vient convaincre que la mutation en cours sous nos yeux clôt celle qui, à l’époque néolithique, avait poussé à la sédentarisation des populations de cultivateurs[réf. nécessaire]. En quelques décennies, déracinement et mobilité des populations salariées accélèrent l’effacement du lien les reliant à la culture de la terre; ce contraste entre le passé et le présent constitue l’un des traits majeurs des temps contemporains[réf. nécessaire]. Il s’agit là d’un champ de recherche novateur, aux multiples lignes de perspective encore floues : outre l’économie et la société agricoles, ainsi que l’économie et la société non agricoles, s’y rattachent les gestions environnementales et foncières oscillant entre propriété, usages et interdits, ainsi que les politiques culturelles.
En résumé, le concept de révolution rurale défini par Geneviève Gavignaud-Fontaine permet de rendre compte des mutations profondes subies par les campagnes contemporaines délestées de leurs paysans, ouvertes à de nouveaux usages. La révolution rurale ne se confond pas avec la révolution agricole, qui recoupe les bouleversements des techniques et usages agraires : elle l’englobe et la dépasse pour exprimer, simultanément et sans contradiction, la dynamique démographique des villages dotés d’une rente de situation (aires urbaines, aptitudes touristiques), et la déprise humaine et culturale des « pays de l’intérieur » abandonnés à la friche, tandis que l’agribusness uniformise ses champs. La révolution rurale signe donc, avec la fin de l’exode agricole, le début d’une tendance lourde de nouveau peuplement; elle traduit le changement radical tant de l’occupation et des modes de gestion du territoire, que des pratiques du pouvoir dans les espaces ruraux.

## Définitions
Les populations rurales vivent dans des agglomérations de moins de deux mille habitants en France, deux mille cinq cents aux États-Unis. Parmi elles :
- les populations rurales agricoles (rural farm) travaillent dans l’agriculture (secteur primaire)
- les populations rurales non agricoles (rural non farm) travaillent dans l’industrie ou les services (secteurs secondaire et tertiaire)
- les paysans ont accès à des marchés locaux pour vendre leurs surplus, dans une économie vivrière où l’autosubsistance est importante
- les agriculteurs produisent pour des marchés spécialisés, avec des méthodes modernes
- les entrepreneurs agricoles gèrent industriellement de grandes exploitations